# Чистые Лужи (Гомельская область)
Чистые Лужи (бел. Чыстыя Лужы) — посёлок в составе Радужского сельсовета Ветковского района Гомельской области Белоруссии.

## География

### Расположение
В 9 км на восток от Ветки, 31 км от Гомеля, 19 км от железнодорожной станции Добруш (на линии Гомель — Вышков).

## Транспортная сеть
Транспортные связи по просёлочной, затем автомобильной дороге Добруш — Ветка. Планировка состоит из прямолинейной, почти широтной улицы, застроенной двусторонне деревянными домами усадебного типа.

## История
Основан в начале XX века переселенцами из соседних деревень. В 1917 году построена церковь. В 1926-1927 годах центр Чистолужского сельсовета. В 1931 году жители вступили в колхоз. 53 жителя погибли на фронтах Великой Отечественной войны. В 1959 году в составе совхоза «Ветковский» (центр — город Ветка). Расположен клуб.
До 2013 года деревня находилась в районном подчинении. 

## Население

### Численность
- 2023 год - 7 жителей

### Динамика
- 1959 год — 220 жителей (согласно переписи).
- 2004 год — 41 хозяйство, 83 жителя.

## Достопримечательность

### Памятники природы
- В 1,5 км к юго-востоку от деревни расположен памятник природы республиканского значения Добрушские ельники